# Arthonia
Arthonia es un género de hongos liquenizados en la familia Arthoniaceae. Fue circunscrito por el botánico sueco Erik Acharius in 1806.
Es un liquen de costra delgada con numerosas formas, comúnmente denominados líquenes coma.: 222 

## Galería

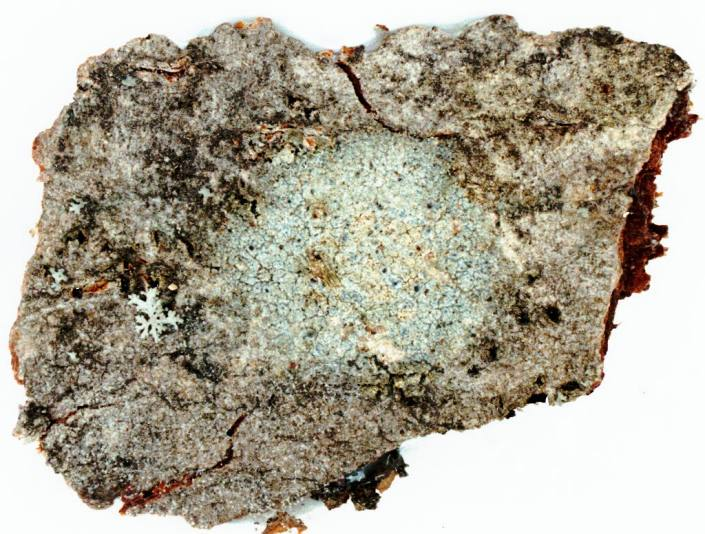
Arthonia caesia
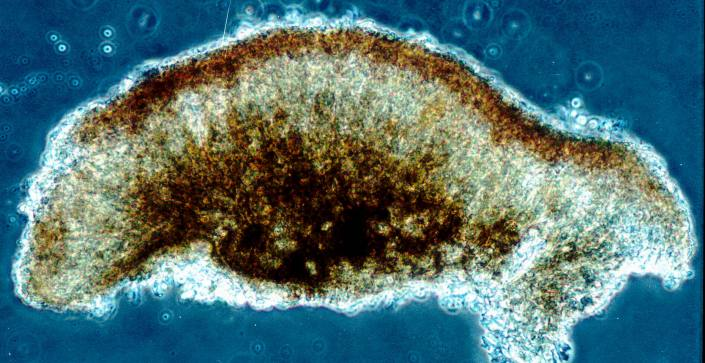
Fotografía de una sección del apotecio de A. caesia tomada con un microscopio compuesto, x 400.
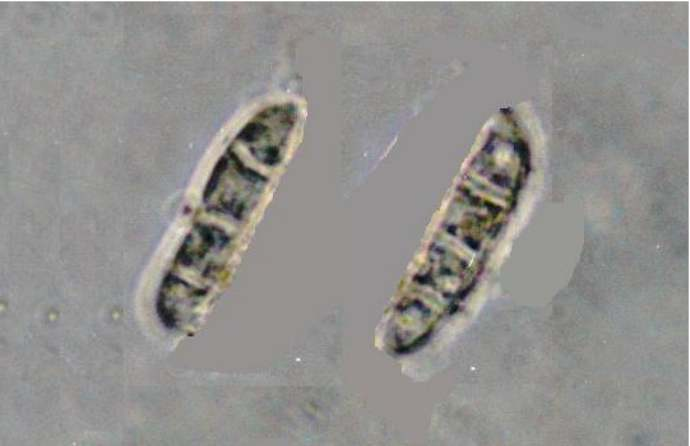
Fotografía de dos esporas (3-septaae, 4-celda) de Arthonia caesia tomada con un microscopio compuesto, x 1000.   (esporas miden 21 x 5 micrones)

## Especies
- Arthonia abbreviata Müll. Arg., 1895
- Arthonia abnormis (Ach.) Müll. Arg., 1880
- Arthonia abrothallina Nyl., 1856
- Arthonia accolens Stirt., 1878
- Arthonia acharii A. Massal., 1860.
- Arthonia aciniformis Stirt., 1878
- Arthonia adhaerens Müll. Arg., 1880
- Arthonia adspera (Mont.) Kremp., 1878
- Arthonia affinis (A. Massal.) Jatta, 1900
- Arthonia aggregata Alstrup, M.S. Christ. & Hafellner, 1993
- Arthonia alba Müll. Arg., 1894
- Arthonia albatula (Müll. Arg.) Willey, 1890
- Arthonia albida C. Knight, 1860
- Arthonia albinula Nyl., 1886
- Arthonia albofarinosa Stirt., 1899
- Arthonia albofuscescens
- Arthonia albonigra
- Arthonia albopulverea
- Arthonia alborufella
- Arthonia albovirens
- Arthonia albovirescens
- Arthonia aleta
- Arthonia aleuromela
- Arthonia alexandrina
- Arthonia algarbica
- Arthonia almquistii
- Arthonia ambiguella
- Arthonia amboinensis
- Arthonia americana
- Arthonia amoena
- Arthonia amylospora
- Arthonia analogella
- Arthonia anegadensis
- Arthonia anglica
- Arthonia angulata
- Arthonia angulosa
- Arthonia anisolocularis
- Arthonia anjutii
- Arthonia anombrophila
- Arthonia antillarum
- Arthonia apatetica
- Arthonia aphanocarpa
- Arthonia aphthoides
- Arthonia aphthosa
- Arthonia apotheciorum
- Arthonia applanata
- Arthonia apteropteridis
- Arthonia aquatica
- Arthonia aquilina
- Arthonia araucariae
- Arthonia arctata
- Arthonia argentea
- Arthonia armoricana
- Arthonia arnoldii
- Arthonia arthoniicola
- Arthonia arthonioides
- Arthonia aspera
- Arthonia aspiciliae
- Arthonia asteriscus
- Arthonia asteroma
- Arthonia astrica
- Arthonia astroidestera
- Arthonia astropica
- Arthonia atacamensis
- Arthonia athroa
- Arthonia atlantica
- Arthonia atomaria
- Arthonia atra
- Arthonia atrata
- Arthonia atropallida
- Arthonia atropunctata
- Arthonia atrorufa
- Arthonia auracariae
- Arthonia aurantiaca
- Arthonia austinii
- Arthonia australis
- Arthonia austrolitoralis
- Arthonia ayseniae
- Arthonia bacidiospora
- Arthonia badia
- Arthonia baeaophaea
- Arthonia baeastroidea
- Arthonia bambusicola
- Arthonia banksiae
- Arthonia bassanensis
- Arthonia beccariana
- Arthonia beltraminiana
- Arthonia berberina
- Arthonia bessalis
- Arthonia betuleti
- Arthonia betulicola
- Arthonia biatoricola
- Arthonia biformis
- Arthonia bisepta
- Arthonia biseptata
- Arthonia biseptella
- Arthonia bombacina
- Arthonia boreella
- Arthonia brouardii
- Arthonia brucei
- Arthonia brussei
- Arthonia bueriana
- Arthonia byssacea
- Arthonia caerulescens
- Arthonia caesia
- Arthonia caesiella
- Arthonia caesioalba
- Arthonia caesiolivens
- Arthonia calabrella
- Arthonia calcarea
- Arthonia calcicola
- Arthonia calospora
- Arthonia capensis
- Arthonia caribaea
- Arthonia carneoalbens
- Arthonia carneorufa
- Arthonia carneoumbrina
- Arthonia cascarillae
- Arthonia castanea
- Arthonia catenatula
- Arthonia catillaria
- Arthonia caudata
- Arthonia celtidicola
- Arthonia celtidis
- Arthonia ceracea
- Arthonia cerei
- Arthonia chilensis
- Arthonia chiodectella
- Arthonia chroolepida
- Arthonia cinchonae
- Arthonia cinerascens
- Arthonia cinereopruinosa
- Arthonia cinnabarina
- Arthonia cinnabarinula
- Arthonia cinnamomea
- Arthonia circinata
- Arthonia circumalbicans
- Arthonia circumscissa
- Arthonia circumtincta
- Arthonia clauzadei
- Arthonia clemens
- Arthonia cocoës
- Arthonia cohabitans
- Arthonia collectiva
- Arthonia collospora
- Arthonia colombiana
- Arthonia commutata
- Arthonia compensatula
- Arthonia complanata
- Arthonia complanatula
- Arthonia concava
- Arthonia conferta
- Arthonia confinis
- Arthonia confluens
- Arthonia coniangioides
- Arthonia consanguinea
- Arthonia consimilis
- Arthonia conspersula
- Arthonia conturbata
- Arthonia convexella
- Arthonia copromya
- Arthonia coquimbensis
- Arthonia corallifera
- Arthonia cordiae
- Arthonia coriifoliae
- Arthonia coronata
- Arthonia costaricensis
- Arthonia cretacea
- Arthonia crozalsiana
- Arthonia crustacea
- Arthonia cryptotheciae
- Arthonia crystallifera
- Arthonia culmicola
- Arthonia cupressina
- Arthonia curreyi
- Arthonia cyanea
- Arthonia cyrtodes
- Arthonia cytisi
- Arthonia dalmatica
- Arthonia dalmaticola
- Arthonia darbishirei
- Arthonia decemlocularis
- Arthonia decussata
- Arthonia delicatula
- Arthonia dendritella
- Arthonia depressula
- Arthonia destruens
- Arthonia diaphora
- Arthonia dichotoma
- Arthonia dictyophora
- Arthonia didyma
- Arthonia difformis
- Arthonia diffusa
- Arthonia diffusella
- Arthonia digitatae
- Arthonia digitispora
- Arthonia dilatata
- Arthonia diluta
- Arthonia diorygmae
- Arthonia diploiciae
- Arthonia diplotypa
- Arthonia dispartibilis
- Arthonia dispersa
- Arthonia dispersella
- Arthonia dispersula
- Arthonia dispuncta
- Arthonia distincta
- Arthonia distinctior
- Arthonia divergens
- Arthonia dussii
- Arthonia eckfeldtii
- Arthonia ecrustacea
- Arthonia ectropoma
- Arthonia efflorescens
- Arthonia effusa
- Arthonia elabens
- Arthonia elegans
- Arthonia elevata
- Arthonia elliottii
- Arthonia emersea
- Arthonia endlicheri
- Arthonia endococcinea
- Arthonia endoxantha
- Arthonia ephelodes
- Arthonia epicladonia
- Arthonia epifarinosa
- Arthonia epimela
- Arthonia epiodes
- Arthonia epipastoides
- Arthonia epiphyscia
- Arthonia epitoninia
- Arthonia erubescens
- Arthonia erupta
- Arthonia erythrocarpa
- Arthonia erythrogona
- Arthonia esculenta
- Arthonia excedens
- Arthonia excentrica
- Arthonia excipienda
- Arthonia exilis
- Arthonia explanata
- Arthonia extensa
- Arthonia extenuescens
- Arthonia faginea
- Arthonia falcata
- Arthonia farinacea
- Arthonia farinosa
- Arthonia farinulenta
- Arthonia ferruginea
- Arthonia fissurina
- Arthonia fissurinella
- Arthonia flavicantis
- Arthonia flavidosanguinea
- Arthonia flavoverrucosa
- Arthonia florida
- Arthonia floridana
- Arthonia follmanniana
- Arthonia follmannii
- Arthonia fomentaria
- Arthonia fosteri
- Arthonia foveolaris
- Arthonia fuliginosa
- Arthonia fusca
- Arthonia fuscescens
- Arthonia fuscoalbella
- Arthonia fuscocinerea
- Arthonia fuscocyanea
- Arthonia fuscoglauca
- Arthonia fusconigra
- Arthonia fuscopallens
- Arthonia fuscopurpurea
- Arthonia fuscorufa
- Arthonia fusispora
- Arthonia galactiformis
- Arthonia galactina
- Arthonia galactitella
- Arthonia galactites
- Arthonia garajonayi
- Arthonia gattefossei
- Arthonia gelidae
- Arthonia genuflexa
- Arthonia gerhardii
- Arthonia gibberulosa
- Arthonia glabrata
- Arthonia glacialis
- Arthonia glaucella
- Arthonia glaucescens
- Arthonia glebosa
- Arthonia glomerulosa
- Arthonia gracilenta
- Arthonia gracilior
- Arthonia gracilis
- Arthonia gracillima
- Arthonia granosa
- Arthonia granulosa
- Arthonia graphidicola
- Arthonia graphidis
- Arthonia graphoides
- Arthonia gregantula
- Arthonia gregaria
- Arthonia griseoalba
- Arthonia grubei
- Arthonia gyalectoides
- Arthonia gyrosa
- Arthonia haematommatum
- Arthonia haematostigma
- Arthonia hamamelidis
- Arthonia hampeana
- Arthonia hapaliza
- Arthonia hawksworthii
- Arthonia hazslinszkyi
- Arthonia helvola
- Arthonia henoniana
- Arthonia hepatica
- Arthonia herpetica
- Arthonia hertelii
- Arthonia heterella
- Arthonia heteromorpha
- Arthonia hioramii
- Arthonia homoeophana
- Arthonia horaria
- Arthonia hormidiella
- Arthonia hymenula
- Arthonia hypobela
- Arthonia hypochniza
- Arthonia ilicina
- Arthonia ilicinella
- Arthonia ilicinodes
- Arthonia immersa
- Arthonia impallens
- Arthonia impolitella
- Arthonia incarnata
- Arthonia inconspicua
- Arthonia indistincta
- Arthonia infectans
- Arthonia ingaderiae
- Arthonia insidiens
- Arthonia insitiva
- Arthonia insulata
- Arthonia interducta
- Arthonia intermedia
- Arthonia interstes
- Arthonia interveniens
- Arthonia intexta
- Arthonia invadens
- Arthonia isidiata
- Arthonia japewiae
- Arthonia jobstiana
- Arthonia kauaiensis
- Arthonia kermesina
- Arthonia knightii
- Arthonia koerberi
- Arthonia lacerata
- Arthonia lactea
- Arthonia lanuginosa
- Arthonia lapidicola
- Arthonia lecanactidea
- Arthonia lecanorella
- Arthonia lecanoriicola
- Arthonia lecanorina
- Arthonia lecanoroides
- Arthonia lecideicarpa
- Arthonia lecideoides
- Arthonia lecideola
- Arthonia lecythidicola
- Arthonia leightonii
- Arthonia leioplacella
- Arthonia lepidiota
- Arthonia lepidophila
- Arthonia leprariella
- Arthonia leptogramma
- Arthonia leptogrammoides
- Arthonia leptographidea
- Arthonia leptosperma
- Arthonia leptospora
- Arthonia lethariicola
- Arthonia leucastraea
- Arthonia leucocarpa
- Arthonia leucocheila
- Arthonia leucographella
- Arthonia leucopellaea
- Arthonia leucoschisma
- Arthonia ligniaria
- Arthonia ligniariella
- Arthonia lignicola
- Arthonia lilacina
- Arthonia limitata
- Arthonia linearis
- Arthonia lineola
- Arthonia linitae
- Arthonia lirellaeformis
- Arthonia lividofusca
- Arthonia lividorufa
- Arthonia lividula
- Arthonia loandensis
- Arthonia loangana
- Arthonia lobulata
- Arthonia lobulocarpa
- Arthonia lopingensis
- Arthonia luridoalba
- Arthonia luridofusca
- Arthonia macgregorii
- Arthonia macounii
- Arthonia macrosperma
- Arthonia macularis
- Arthonia maculiformis
- Arthonia madreana
- Arthonia malayana
- Arthonia malicola
- Arthonia mangiferae
- Arthonia marginalis
- Arthonia marginata
- Arthonia marginella
- Arthonia marmorata
- Arthonia mazosia
- Arthonia mazosiae
- Arthonia mazosiicola
- Arthonia mediella
- Arthonia medusula
- Arthonia meissneri
- Arthonia meizomorpha
- Arthonia melaleucella
- Arthonia melanophthalma
- Arthonia melanopsis
- Arthonia melanospila
- Arthonia meridionalis
- Arthonia mesoleuca
- Arthonia micrastera
- Arthonia microcarpa
- Arthonia microcarpella
- Arthonia microcephala
- Arthonia microscopica
- Arthonia microsperma
- Arthonia microspermella
- Arthonia microspermoides
- Arthonia microsticta
- Arthonia miltina
- Arthonia minimum
- Arthonia minuta
- Arthonia minutella
- Arthonia minutissima
- Arthonia mira
- Arthonia mirabilis
- Arthonia miserula
- Arthonia modesta
- Arthonia molendoi
- Arthonia moniliformis
- Arthonia montagnei
- Arthonia montellica
- Arthonia muelleri
- Arthonia multiformis
- Arthonia muscigena
- Arthonia mycoporodes
- Arthonia mycoporoides
- Arthonia myophaena
- Arthonia myriadea
- Arthonia myriocarpa
- Arthonia myriocarpella
- Arthonia myristicae
- Arthonia nana
- Arthonia nebulosa
- Arthonia neglecta
- Arthonia neglectula
- Arthonia nemoralis
- Arthonia neonii
- Arthonia nephelina
- Arthonia nephromiaria
- Arthonia neuridella
- Arthonia nideri
- Arthonia nigerrima
- Arthonia nigratula
- Arthonia nigrocincta
- Arthonia nigrorufa
- Arthonia nivea
- Arthonia noli-tangere
- Arthonia novaecaledoniae
- Arthonia novaeguineae
- Arthonia novella
- Arthonia nucis
- Arthonia nudata
- Arthonia nylanderi
- Arthonia nymphaeoides
- Arthonia oasis
- Arthonia obducta
- Arthonia obesa
- Arthonia oblongula
- Arthonia obscurata
- Arthonia obscuratula
- Arthonia obscurella
- Arthonia obscurior
- Arthonia obtusa
- Arthonia obtusangula
- Arthonia obtusula
- Arthonia obvelata
- Arthonia oceanica
- Arthonia ochraceella
- Arthonia ochrocincta
- Arthonia ochrodes
- Arthonia ochrodiscodes
- Arthonia ochrolutea
- Arthonia ochropallens
- Arthonia ochrospila
- Arthonia octolocularis
- Arthonia oleandri
- Arthonia oligospora
- Arthonia olivacea
- Arthonia onegensis
- Arthonia opegraphina
- Arthonia opegraphizans
- Arthonia orbicularis
- Arthonia orbignyae
- Arthonia orchidicida
- Arthonia oxyspora
- Arthonia oxytera
- Arthonia palmensis
- Arthonia palmicola
- Arthonia palmulacea
- Arthonia pandanicola
- Arthonia pantherina
- Arthonia paradoxa
- Arthonia paraffinis
- Arthonia parallelata
- Arthonia parallelula
- Arthonia parantillarum
- Arthonia parastroidea
- Arthonia pardalis
- Arthonia parmeliae
- Arthonia patellula
- Arthonia patellulata
- Arthonia pauciseptata
- Arthonia pellaea
- Arthonia pellucida
- Arthonia peltigerea
- Arthonia peltigerina
- Arthonia pelvetii
- Arthonia peraffinis
- Arthonia perangusta
- Arthonia perminuta
- Arthonia perpallens
- Arthonia perparva
- Arthonia perparvula
- Arthonia perplexans
- Arthonia pertabescens
- Arthonia pertenera
- Arthonia pertusariella
- Arthonia petrensis
- Arthonia phaeobaea
- Arthonia phaeonephela
- Arthonia phaeophysciae
- Arthonia phaeosporella
- Arthonia phlyctidicola
- Arthonia phlyctiformis
- Arthonia phyllogena
- Arthonia phylloica
- Arthonia phyllospiliza
- Arthonia phymatodes
- Arthonia physciae
- Arthonia picea
- Arthonia picila
- Arthonia pinastri
- Arthonia platygraphella
- Arthonia platygraphidea
- Arthonia platyspilea
- Arthonia plectocarpoides
- Arthonia plumbea
- Arthonia plurilocularia
- Arthonia pluriseptata
- Arthonia pocsii
- Arthonia polillensis
- Arthonia polygramma
- Arthonia polygrammodes
- Arthonia polymorpha
- Arthonia polymorphula
- Arthonia polystigmatea
- Arthonia populina
- Arthonia pragensis
- Arthonia prominens
- Arthonia propinqua
- Arthonia pruinascens
- Arthonia pruinata
- Arthonia pruinosella
- Arthonia pruinosula
- Arthonia pseudocyphellariae
- Arthonia pseudopegraphina
- Arthonia psimmythodes
- Arthonia puiggarii
- Arthonia pulicosa
- Arthonia pulveracea
- Arthonia punctella
- Arthonia punctiformis
- Arthonia punctilliformis
- Arthonia purpurissata
- Arthonia pyrenuloides
- Arthonia pyrrhuliza
- Arthonia quadriseptata
- Arthonia quatuorseptata
- Arthonia quercicola
- Arthonia quercus
- Arthonia quintaria
- Arthonia radians
- Arthonia radiata
- Arthonia ramosii
- Arthonia ramosula
- Arthonia ramulosa
- Arthonia ravenelii
- Arthonia ravida
- Arthonia recedens
- Arthonia rechingeri
- Arthonia redingeri
- Arthonia reniformis
- Arthonia reticulifera
- Arthonia rhizophorae
- Arthonia rhododendri
- Arthonia rhoidis
- Arthonia rimeliicola
- Arthonia rinodinicola
- Arthonia robinsonii
- Arthonia rubella
- Arthonia rubescens
- Arthonia rubiginella
- Arthonia rubra
- Arthonia rubrocincta
- Arthonia rubrofuscescens
- Arthonia ruderalis
- Arthonia ruderella
- Arthonia rufella
- Arthonia rufidula
- Arthonia rugosa
- Arthonia rugosula
- Arthonia rugulosa
- Arthonia rupicola
- Arthonia sacromontana
- Arthonia sagenidii
- Arthonia salicicola
- Arthonia sampaianae
- Arthonia sandwicensis
- Arthonia sanguinea
- Arthonia santessoniana
- Arthonia santessonii
- Arthonia sapineti
- Arthonia sardoa
- Arthonia saxatilis
- Arthonia saxorum
- Arthonia scandinavica
- Arthonia schaereri
- Arthonia schopfiae
- Arthonia schwartziana
- Arthonia scitula
- Arthonia semi-immersa
- Arthonia septemlocularis
- Arthonia septiseptata
- Arthonia septiseptella
- Arthonia serialis
- Arthonia serograpta
- Arthonia sexlocularis
- Arthonia sherparum
- Arthonia siderea
- Arthonia simplicascens
- Arthonia simplicata
- Arthonia somaliensis
- Arthonia sorbina
- Arthonia sordaria
- Arthonia sorsogona
- Arthonia souliei
- Arthonia spadicea
- Arthonia speciosa
- Arthonia sphaerula
- Arthonia spyridii
- Arthonia spilomatoides
- Arthonia stellaris
- Arthonia stenographella
- Arthonia stenospora
- Arthonia stereocaulina
- Arthonia stictaria
- Arthonia stictella
- Arthonia stictica
- Arthonia stictoides
- Arthonia subaggregata
- Arthonia subantarctica
- Arthonia subastroidea
- Arthonia subastroidella
- Arthonia subbessalis
- Arthonia subcaesia
- Arthonia subcembrina
- Arthonia subcondita
- Arthonia subconveniens
- Arthonia subdiffusa
- Arthonia subdispersa
- Arthonia subdispersula
- Arthonia subdispuncta
- Arthonia subexcedens
- Arthonia subfuscicola
- Arthonia subgracilis
- Arthonia subgrisea
- Arthonia subgyrosa
- Arthonia subilicina
- Arthonia subinvisibilis
- Arthonia sublurida
- Arthonia submersa
- Arthonia subminutissima
- Arthonia subminutula
- Arthonia submiserula
- Arthonia subnebulosa
- Arthonia subnovella
- Arthonia subpolymorpha
- Arthonia subpruinosa
- Arthonia subramulosa
- Arthonia subrotunda
- Arthonia subrubella
- Arthonia subsimillima
- Arthonia subspadicea
- Arthonia substellata
- Arthonia subtecta
- Arthonia subtilissima
- Arthonia subvaria
- Arthonia subvelata
- Arthonia subvelutina
- Arthonia subvenosa
- Arthonia suffusa
- Arthonia sulphurea
- Arthonia susa
- Arthonia swartziana
- Arthonia swartzii
- Arthonia symmicta
- Arthonia sytnikii
- Arthonia tabescens
- Arthonia tabidula
- Arthonia taedescens
- Arthonia taediosa
- Arthonia taediosoides
- Arthonia taediosula
- Arthonia tasmanica
- Arthonia tavaresii
- Arthonia tehleri
- Arthonia tenellula
- Arthonia tenuissima
- Arthonia terrigena
- Arthonia tetramera
- Arthonia tetraspora
- Arthonia thamnocarpa
- Arthonia thelotrematis
- Arthonia thoracifera
- Arthonia thozetiana
- Arthonia tonduziana
- Arthonia tongaensis
- Arthonia torulosa
- Arthonia trabinella
- Arthonia trailii
- Arthonia translucens
- Arthonia treilii
- Arthonia tremelloides
- Arthonia tremellosa
- Arthonia tremulans
- Arthonia triebeliae
- Arthonia trilocularis
- Arthonia tuckermaniana
- Arthonia tumidula
- Arthonia turbatula
- Arthonia turbidula
- Arthonia turcica
- Arthonia ulcerosula
- Arthonia undenaria
- Arthonia urceolata
- Arthonia vagans
- Arthonia varia
- Arthonia variabilis
- Arthonia varians
- Arthonia variella
- Arthonia variiformis
- Arthonia variratae
- Arthonia velata
- Arthonia velleiformis
- Arthonia vernans
- Arthonia vernicis
- Arthonia verrucarioides
- Arthonia verrucosa
- Arthonia verruculosa
- Arthonia versicolor
- Arthonia viburnea
- Arthonia vinosa
- Arthonia violacea
- Arthonia viridicans
- Arthonia voglii
- Arthonia vorsoeensis
- Arthonia wagneriana
- Arthonia willeyi
- Arthonia wrightii
- Arthonia xanthocarpa
- Arthonia xanthoparmeliarum
- Arthonia xylogena
- Arthonia xylographica
- Arthonia xylographoides
- Arthonia xylophila
- Arthonia zwackhii